# Pelle Dam
Pelle Dam Nielsen (født 30. august 1987 i Marslev) er en dansk journalist, der tidligere arbejdede som redaktionschef på Radio24syv . Den 1. november 2019 blev han pressechef i Udlændinge- og Integrationsministeriet.
Han er uddannet fra Journalisthøjskolen og har tidligere arbejdet for JP/Politikens Hus’ nu lukkede digitale medie FORMAT  og MetroXpress. Desuden er han forhenværende landsformand for Socialistisk Folkepartis Ungdom og tidligere næstformand for Danske Gymnasieelevers Sammenslutning.

## Uddannelse
- Student fra Mulernes Legatskole i 2006. [4]
- Studerende ved Danmarks Journalisthøjskole i Århus fra 2008 - 2014 (var på orlov under sit formandskab i SFU).

## Politisk karriere
- Næstformand for Danske Gymnasieelevers Sammenslutning 2006-2007[5]
- Redaktør for det venstreorienterede ungdomsmagasin Virak 2007-2008
- Redaktør for SFU's medlemsblad Aktivisten 2008-2009
- Landsformand for SF Ungdom 2009-2011[6]